# Cambuí (kommun)
Cambuí är en kommun i Brasilien.   Den ligger i delstaten Minas Gerais, i den sydöstra delen av landet, 800 km söder om huvudstaden Brasília. Antalet invånare är 26 491.
Följande samhällen finns i Cambuí:
- Cambuí

Omgivningarna runt Cambuí är huvudsakligen savann. Runt Cambuí är det ganska tätbefolkat, med 96 invånare per kvadratkilometer.